# Mimectatina fuscoplagiata
Mimectatina fuscoplagiata är en skalbaggsart som först beskrevs av Stefan von Breuning 1939.  Mimectatina fuscoplagiata ingår i släktet Mimectatina och familjen långhorningar.
Artens utbredningsområde är Taiwan. Inga underarter finns listade i Catalogue of Life.